# Вірочко
Вірочко (пол. Hureczko) — село в Польщі, у гміні Медика Перемишльського повіту Підкарпатського воєводства.
Населення — 439 осіб (2011).

## Розташування
Розміщене недалеко від кордону з Україною. Село розташоване за 5 км на захід від Медики, за 8 км на схід від Перемишля та 67 км на схід від Ряшева.

## Назва
В ході кампанії ліквідації українських назв Вірочко в 1977-1981 рр. називалося Поґранічне (пол. Pograniczne).

## Історія
Входило до складу Перемиського староства Перемишльської землі Руського воєводства до 1772 р.
У 1869 р. село належало до Перемишльського повіту Королівства Галичини та Володимирії Австро-Угорської імперії, у селі було 68 будинків і 345 жителів, а на землях фільварку — 3 будинки і 43 мешканці. В 1881 р. було 426 греко-католиків і 20 римо-католиків. Наприкінці XIX ст. в селі зведено фортифікаційні укріплення кільцевої оборони фортеці Перемишль. Під час оборони Перемишля 1914-1915 рр. на луках села в передпіллі форту XIII «Лапаївка» розташовувався аеродром. 31 жовтня 1918 р. аеродром був захоплений поляками, які 3 листопада перегнали літаки в Краків.
У 1939 році в селі проживало 660 мешканців, з них 600 українців-грекокатоликів, 10 українців-римокатоликів, 20 польських колоністів міжвоєнного періоду і 30 євреїв. Село входило до ґміни Поповичі Перемишльського повіту Львівського воєводства.
Наприкінці вересня 1939 р. село зайняла Червона армія. 27.11.1939 постановою Президії Верховної Ради УРСР село у складі повіту включене до новоутвореної Дрогобицької області. В червні 1941, з початком Радянсько-німецької війни, село було окуповане німцями. В липні 1944 року радянські війська оволоділи селом, а в березні 1945 року село зі складу Дрогобицької області передано Польщі. Українців добровільно-примусово виселяли в СРСР. Українське населення села, якому вдалося уникнути вивезення до СРСР, попало в 1947 році під етнічну чистка під час проведення Операції «Вісла» і було депортовано на понімецькі землі у західній та північній частині польської держави, що до 1945 належали Німеччині. На їх місце населяли поляків.
У 1975-1998 роках село належало до Перемишльського воєводства.

## Церква
У 1816 р. українці збудували дерев’яну греко-католицьку церкву Воздвиження Чесного Хреста. До їх депортації була філіяльною церквою, яка належала до парафії Вірко Перемиського деканату Перемишльської єпархії.

## Демографія
Демографічна структура станом на 31 березня 2011 року:
|          | Загалом | Допрацездатний вік | Працездатний вік | Постпрацездатний вік |
| -------- | ------- | ------------------ | ---------------- | -------------------- |
| Чоловіки | 221     | 45                 | 157              | 19                   |
| Жінки    | 218     | 41                 | 131              | 46                   |
| Разом    | 439     | 86                 | 288              | 65                   |